# Bindoy
Bindoy es un municipio de Cuarta Clase de la provincia en Negros Occidental, Filipinas. De acuerdo con el censo del 2000, tiene una población de 34,773 en 6,682 hogares. 

## Barangays
Bindoy está políticamente subdividido en 22 barangays.
| - Atotes - Batangan - Bulod - Cabcaban - Cabugan - Camudlas - Canluto - Danao - Danawan - Domolog - Málaga | - Manseje - Matobato - Nagcasunog - Nalundan - Pancil - Pangalaycayan - Peñahan - Población (Payabon) - Salong - Tagaytay - Tinaogan - Tubod |